# Wstęgor zwyczajny
Wstęgor zwyczajny (Trachipterus trachypterus) – gatunek morskiej ryby głębinowej z rodziny wstęgorowatych (Trachipteridae). Osiąga do 3 m długości i występuje w strefach tropikalnych i subtropikalnych Pacyfiku i wschodniego Atlantyku. Gatunek typowy rodzaju Trachipterus.